# 聖ヤコブ十字

サンティアゴ騎士団の聖ヤコブ十字

聖ヤコブ十字、サンティアゴ十字 (ポルトガル語: Cruz de Santiago)または剣十字 （ポルトガル語: cruz espada）は、十字の一種で、紋章学上ではチャージの一種である。クロスの下の一端が地を突きさすようにとがり、それ以外の三端がクロス・フローリーのように花の形状（フルール・ド・リス）をしていたり、クロス・モーリンのように二股に分かれて丸くなっていたりする。
もっとも著名な使用例は、12世紀のガリシア・スペインのサンティアゴ騎士団が用いた、左右の端が花開き、上にホタテ貝を載せた形状の十字である。この騎士団の名は12使徒のひとり大ヤコブにちなんでいる。ガリシアの伝統的なケーキであるタルタ・デ・サンティアゴにも聖ヤコブ十字があしらわれる。

## 類似型との比較

クロス・フローリー
クロス・モーリン
クロス・フィッチー
聖ヤコブ十字